# Período Edo
O Edo Bakufu (江戸幕府, do japonês: xogunato) ou Período Edo (江戸時代, Edo-jidai, Yeddo-jidai; do japonês: época) ou Período Tokugawa (徳川時代, Tokugawa-jidai) ou Xogunato Tokugawa (governo do xogun imperador) ou Idade da Paz Ininterrupta (1603-1868),  é um período da história do Japão que foi governado pelos xoguns da família Tokugawa, no período de março de 1603 a maio de 1868, estabelecido por Tokugawa Ieyasu (o primeiro xogum desta era) na então cidade de Edo (atual Tóquio) três anos após a batalha de Sekigahara.[carece de fontes?]
Foi um período de forte isolamento político-econômico do país e rígido controle interno,  regulando os feudos através do código de leis. Em 1868, o período terminou com a Restauração Meiji, quando o governo imperial (tenno) recuperou sua autoridade, marcando o fim das ditaduras feudais, iniciando a modernização do Japão.
Em 268 anos o Japão passou por um período de relativa paz e de valorização das artes, como: o teatro kabuki, a pintura em madeira, arte do chá, escrita e a educação.[carece de fontes?] Também desenvolveram-se a agricultura e a construção civil no setor de estradas, que posteriormente, contribuíram para a rápida industrialização do país.[carece de fontes?]

## História

### Governo dos daimyos
Uma evolução surgiu durante os séculos do Xogunato Kamakura, que existia em equilíbrio com a corte imperial, até o Xogunato Tokugawa, quando um samurai tornou-se o governador incontestável - chamado pelo historiador Edwin Reischauer de "governo feudal centralizado”. 
Tokugawa Leyasu foi importante para a ascensão do novo bakufu (xogunato), principal beneficiário das conquistas de Oda Nobunaga e Toyotomi Hideyoshi. Sempre poderoso, Leyasu lucrou com sua transferência para a rica região de Kantō (ilha de Honshu) onde manteve 2,5 milhões de koku de terras (unidade de volume japonesa) e um novo quartel general em Edo, uma cidade castelo estrategicamente situada. Este ganhou mais dois milhões de koku de terra e trinta e oito vassalos sobre seu controle. Após a morte de Hideyoshi, Ieyasu rapidamente movimentou-se para ganhar o controle do Japão da família Toyotomi.
A vitória de Ieyasu sobre os daimyos ocidentais (feudos) na Batalha de Sekigahara (1600) deu-lhe praticamente controle total do Japão. Ele rapidamente aboliu várias famílias inimigas e enfraqueceu outras, como a Toyotomi, além de redistribuir os espólios de guerra (saque) entre a família e aliados. Mesmo assim, falhou em obter controle completo de todos os daimyos ocidentais, mas a auto-denominação de xogum o ajudou a consolidar um sistema de aliança.
Em 1605, após fortificar sua base de poder, ganhou autoridade suficiente para nomear o filho Hidetada como o próximo xogum (1579-1632) e, se auto-intitular xogum aposentado. O clã Toyotomi ainda era uma ameaça significativa, assim o xogum concentrou-se na década seguinte em extermina-los. Em 1615, a fortaleza dos Toyotomi em Osaka foi destruída pelos exércitos de Tokugawa.

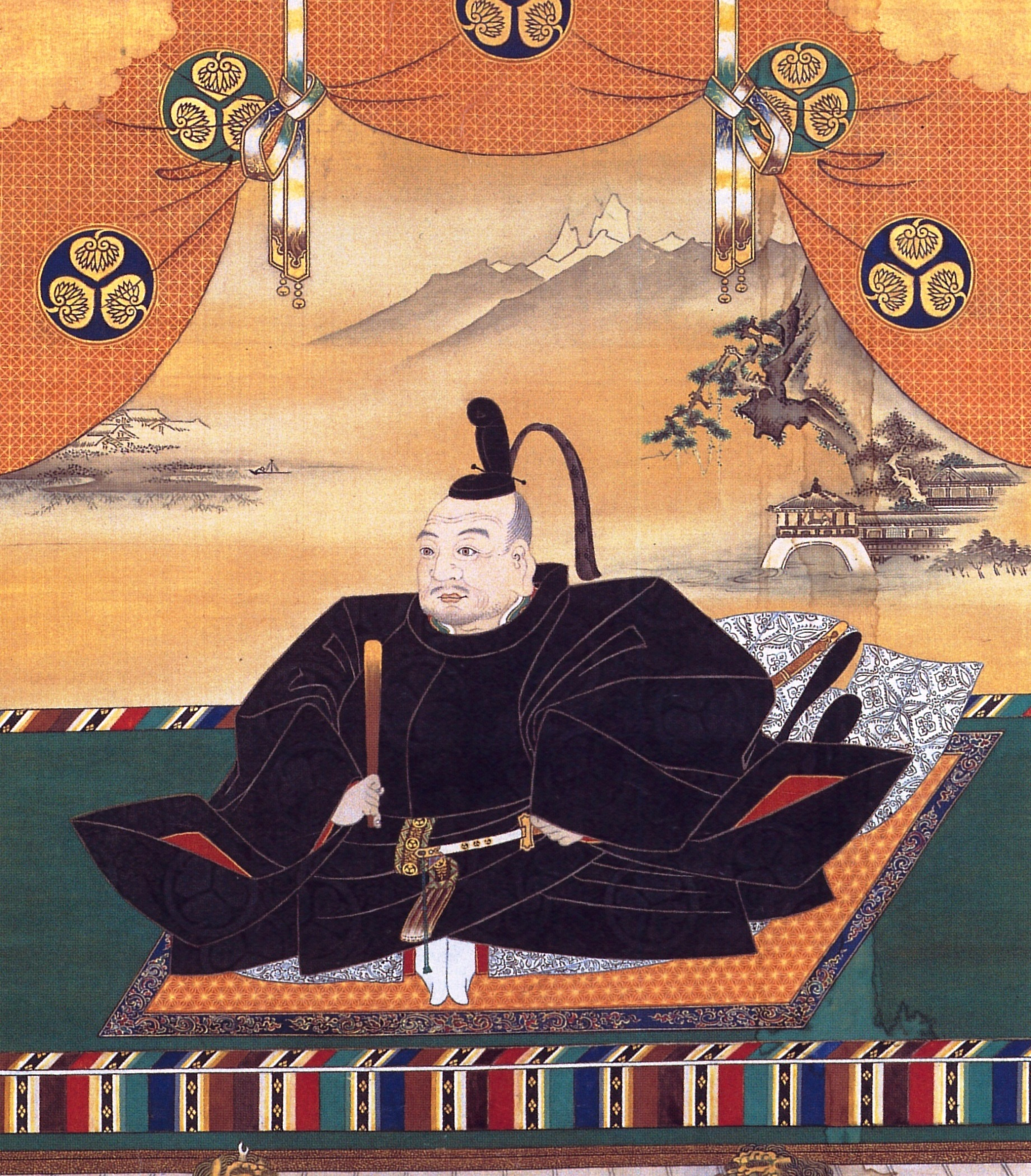
Tokugawa Ieyasu como xogum.

O período Tokugawa (ou Edo) trouxe 200 anos de estabilidade para o Japão. O sistema político evoluiu para o bakuhan (combinação dos termos bakufu, que significa império e, han significa domínios), onde o xogum era a autoridade nacional e os daimyos eram autoridades regionais; nova unidade na estrutura feudal, composta de uma extensa burocracia para administrar a mistura de autoridades central e descentralizada.
O clã Tokugawa tornou-se mais poderoso durante o primeiro século de domínio: a redistribuição de terras lhes concedeu quase sete milhões de koku, controle das cidades mais importantes, e um sistema de tributos com grande margem de lucro.
A hierarquia feudal se completava com as várias classes de daimyos. Os mais próximos da casa dos Tokugawa eram conhecidos como shinpan (casas aparentadas), formando vinte e três feudos (daimyos) nas fronteiras ao redor das terras dos Tokugawa. Todos parentes diretos de Ieyasu, possuíram os títulos mais honorários e postos de conselheiro no xogunato. A segunda classe da hierarquia eram os fudai (senhor da casa), recompensados com terras próximas às terras dos Tokugawa pelos serviços prestados. No século XVIII, cento e quarenta e cinco fudai controlavam hans (feudos) pequenos, o maior deles avaliado por 250 mil koku. Os membros desta classe representavam os ofícios mais importantes do império. Noventa e sete hans formavam o terceiro grupo, os tozama (vassalos de fora), ex-inimigos e novos aliados. Ficavam localizados, em sua maioria, nas periferias do arquipélago e juntos controlavam quase dez milhões de koku de terra produtiva. Mesmoos tozama serem feudos menos confiáveis, foram comandados com mais cautela e tratados generosamente, devido sua quantidade, embora tenham sido excluídos de cargos no governo central.
A sociedade era rigidamente dividida em quatro classes de trabalho, e uma vez integrado em uma classe não era permitido mudar, sendo estes os: camponeses, artesãos, comerciantes e, samurais.[carece de fontes?] Mas neste período, proliferaram os ronin (samurais desonrados sem senhor), que com o fim da guerra tiveram que se dedicar a outras tarefas, tornando-se os principais desenvolvedores das artes, principalmente da escrita, do chá, do teatro e da pintura.[carece de fontes?]
Os Tokugawa, além de consolidarem seu controle sobre um Japão reunificado, também tinham um poder sem precedentes sobre o imperador, a corte, todos os daimyos, e sobre as ordens religiosas. O imperador foi tomado como a fonte insuperável de legitimação política para o xogum, que aparentemente era vassalo da família imperial. Os Tokugawa ajudaram a família imperial a recuperar suas glórias passadas reconstruindo seus palácios e lhes doando terras. Para garantir um elo próximo entre o clã imperial e a família Tokugawa, assim em 1619, a neta de Ieyasu tornou-se consorte imperial.
Foi um período marcado também pelo forte isolamento político-econômico do Japão e controle interno, através do código de leis estabelecido para regular as casas dos feudos. Este englobava as seguintes regras:[carece de fontes?] fim do último acordo comercial com a Holanda em 1641; redução do comércio com a China; conduta privada nos feudos; regras de casamento e vestimentas; tipos de armas e número de tropas permitidas; residência rotativa obrigatória entre a cidade de Edo e o han de ano em ano (sistema Sankin kotai); proibia a construção de navios com capacidade de navegar em mar aberto; baniu o cristianismo (fator desestabilizador);[carece de fontes?] os regulamentos do xogunato eram a lei nacional; proibição da emigração e imigração; único contato com o resto do mundo através do porto de Nagazaki nos próximos duzentos anos.
Embora os daimyos não fossem oficialmente taxados com impostos, eram regularmente taxados com contribuições para o apoio logístico, militar e, para obras públicas, como: castelos, palácios, estradas e, pontes. Os vários regulamentos e taxações não só fortaleciam os Tokugawa, mas também esgotavam as riquezas dos daimyos, consequentemente diminuindo a ameaça para a administração central. Os hans, que no passado eram domínios altamente militarizados, tornaram-se meras unidades administrativas. Os daimyos tinham total controle administrativo sobre suas terras e seu complexo sistema de serventes, burocratas e cidadãos. Foi exigida lealdade das fundações religiosas, que já tinham tido seu poder enfraquecido por Nobunaga e Hideyoshi, através de uma variedade de mecanismos de controle.

### Da abertura à reclusão

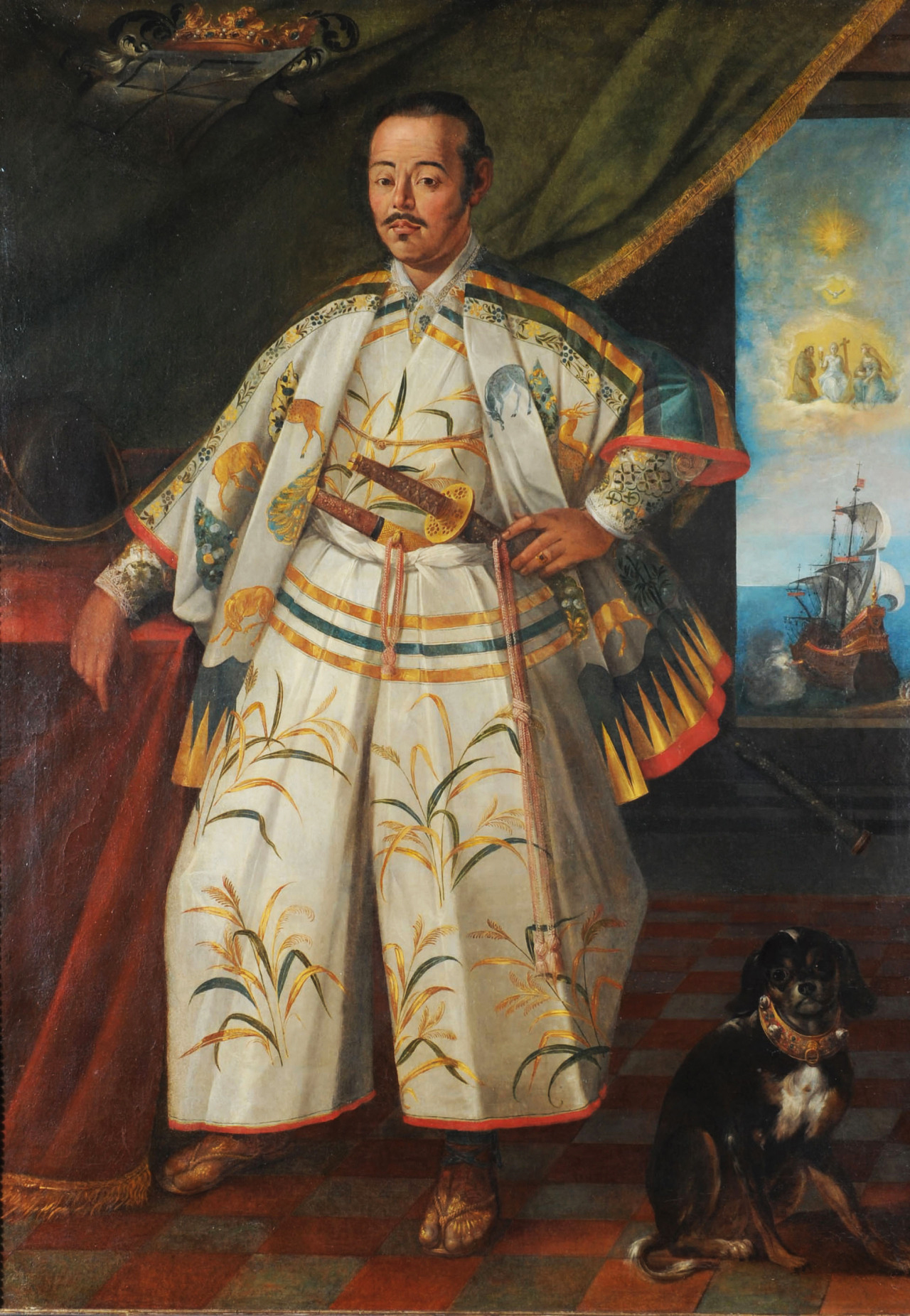
O samurai Hasekura Tsunenaga, o primeiro embaixador oficial do Japão nas Américas e Europa.

Como Hideyoshi, Ieyasu encorajou o comércio exterior, mas também não confiava em estrangeiros. Ele queria fazer de Edo uma grande cidade portuária, favorecendo seus portos, mas a partir do momento que ele observou que os europeus favoreciam portos em Kyushu e que a China havia rejeitado seus planos para estabelecer um comércio oficial, ele agiu para tomar controle do comércio existente e permitiu que somente certos portos manejassem tipos específicos de mercadoria.
O início do período Edo coincide com a última década do período de Comércio Nanban, durante o qual uma intensa interação com os poderes europeus ocorrera tanto a nível econômico quanto religioso. Foi no início do período Edo que o Japão construiu seu primeiro navio de guerra em estilo ocidental com capacidade de navegação oceânica, como o San Juan Bautista, um navio estilo galeão de 500 toneladas que transportou uma embaixada japonesa comandada por Hasekura Tsunenaga para as Américas e depois para a Europa.
O problema cristão era, em consequência, um problema de controlar tanto os dáimios cristãos em Kyushu quanto seu comércio com os europeus. Em 1612, os serventes e residentes do xógum em terras dos Tokugawa foram ordenados a repudiar o cristianismo. Mais restrições vieram em 1616 (a restrição do comércio com estrangeiros podendo só ser realizado nas cidades de Nagasaki (capital da Prefeitura de Nagasaki na Ilha Kyushu) e Hirado (Prefeitura de Nagasaki), 1622 (a execução de 120 missionários e convertidos), 1624 (a expulsão dos espanhóis), e 1629 (a execução de milhares de cristãos). Finalmente, em 1635, um decreto proibia qualquer japonês de viajar para fora do Japão ou, se alguém saísse, de retornar algum dia. Em 1636 os holandeses ficaram restritos a Dejima, uma pequena ilha artificial – não sendo oficialmente solo japonês – na enseada de Nagasaki.

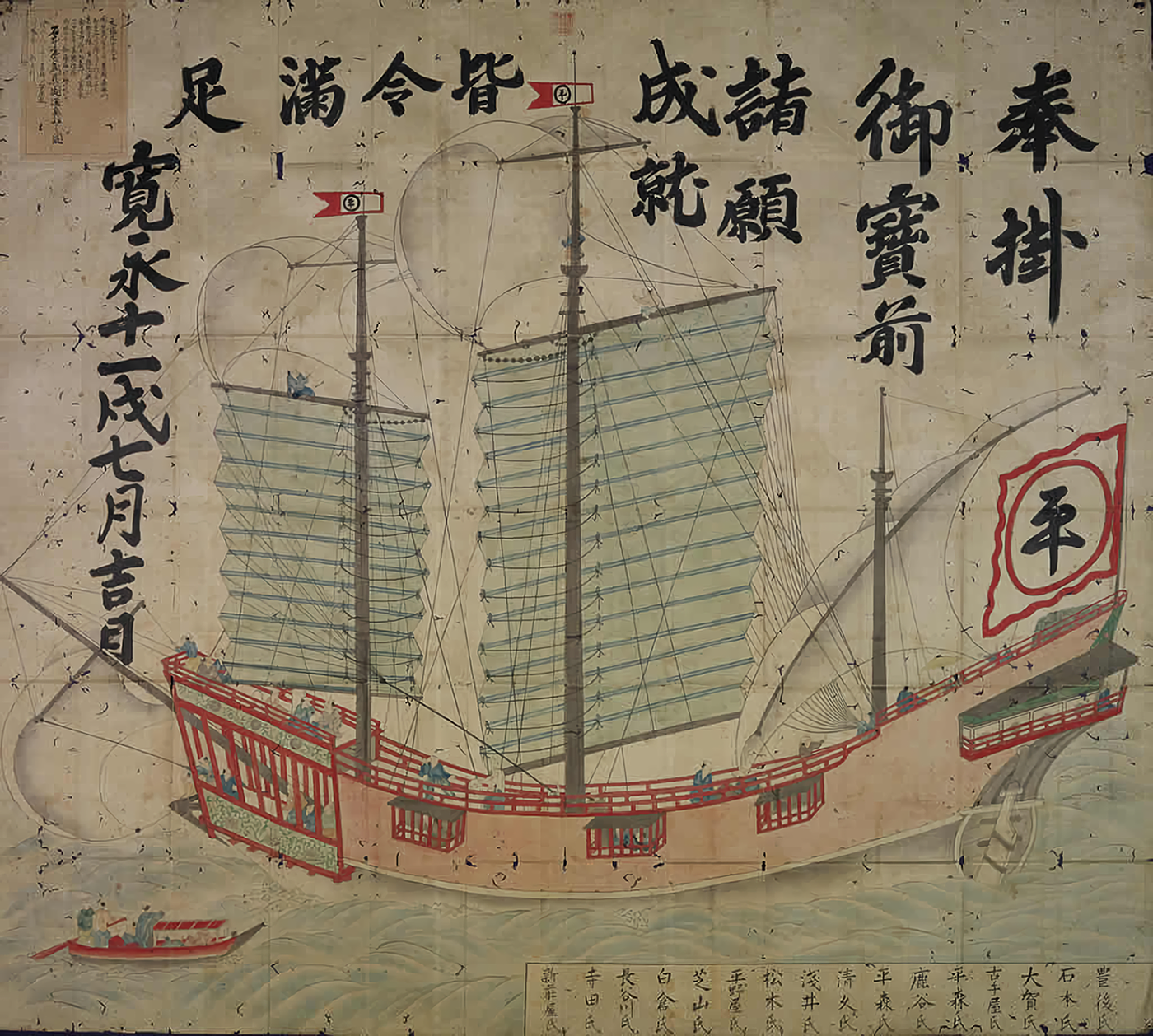
Um navio japonês "selo vermelho" de 1634.

O xogunato considerava o cristianismo católico como sendo um grande fator desestabilizador, levando então à perseguição do catolicismo. A Rebelião de Shimabara de 1637-1638, no qual samurais e aldeões cristãos católicos descontentes rebelaram-se contra o bakufu – e Edo pediu ajuda aos barcos holandeses para bombardear a fortaleza rebelde – marcou o fim do movimento cristão, embora alguns cristãos católicos sobreviveram vivendo clandestinamente, e ficaram conhecidos como Kakure Kirishitan. Logo após esse incidente, os portugueses foram permanentemente expulsos, membros da missão diplomática portuguesa foram executados, todos os súditos foram ordenados a registrarem-se em templos budistas ou shinto, e os holandeses e chineses ficaram restritos, respectivamente, a Dejima e um pedaço específico de Nagasaki. Fora pequenas trocas realizadas por dáimios que viviam longe do controle do bakufu com coreanos nas ilhas Ryukyu, ao sudoeste das principais ilhas do Japão, pelo ano de 1641, o contato com estrangeiros era limitado pela polícia do sakoku em Nagasaki.[carece de fontes?]
No ano de 1650, o cristianismo foi quase que completamente erradicado e toda a influência externa na política, na econômica e na religiosidade do Japão tornou-se bem limitada. Somente a China e a Companhia Holandesa das Índias Orientais tinham o direito de visitar o Japão durante o período, para propósitos estritamente comerciais, e eles eram restritos ao porto de Dejima em Nagasaki. Outros europeus que aportavam na costa japonesa eram executados sem direito a julgamento.

## Sociedade

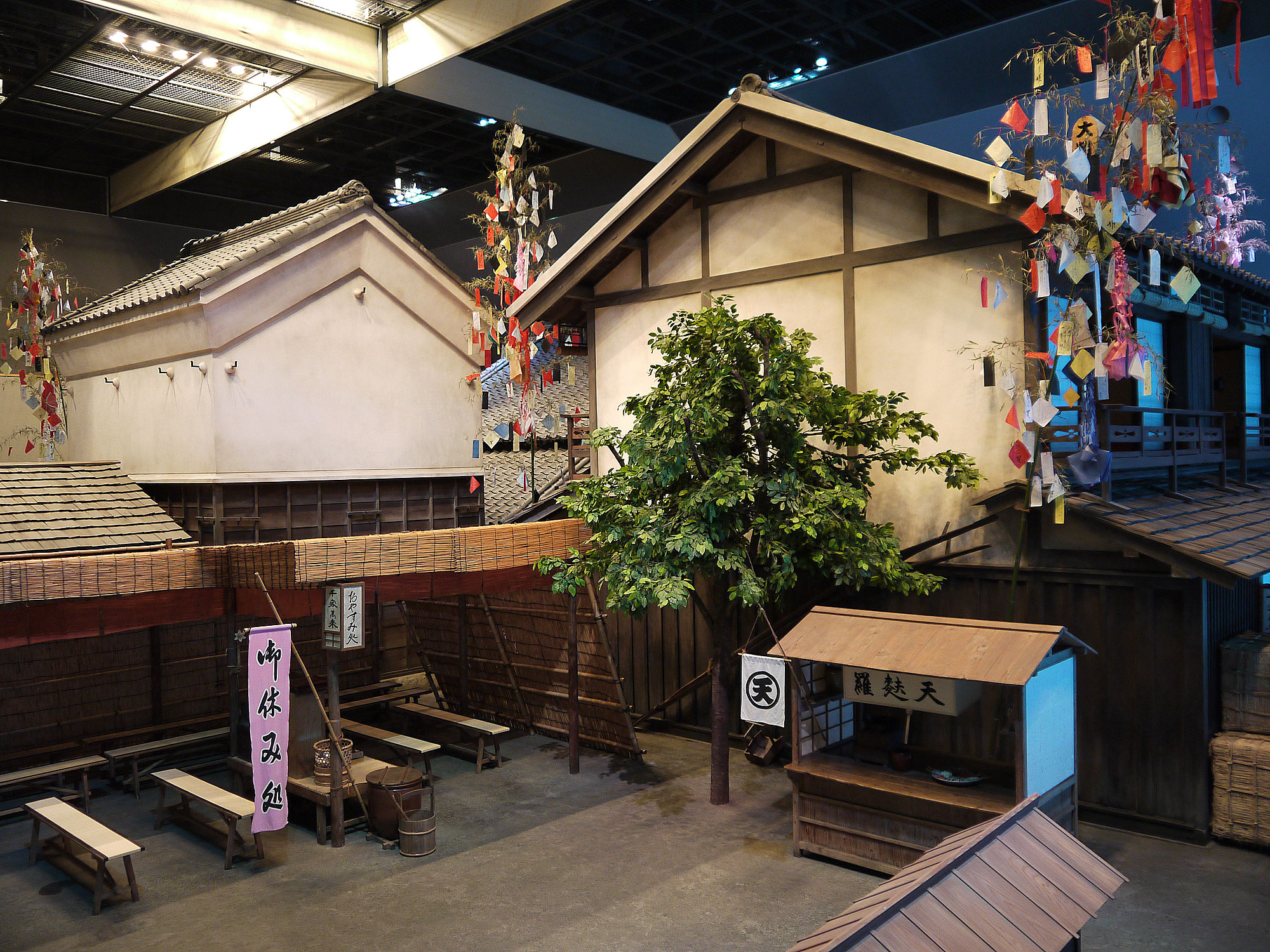
A cidade da era de Edo

Depois de um longo período de conflitos internos, o principal objetivo do recém-estabelecido governo Tokugawa era o de pacificar o país. O governo criou uma balança de poder que permaneceu (praticamente) estável pelos próximos 250 anos, influenciada por princípios de ordem social confucionistas. A maior parte dos samurais perdeu seus direitos de possessão sobre terras: toda a posse das terras foi concentrada nas mãos de aproximadamente 300 dáimios. Os samurais então tiveram que decidir: desistir de sua espada e se tornarem aldeões, ou mudar para a cidade de seu senhor feudal e tornar-se seu vassalo pago. Somente alguns samurais com posse de terras permaneceram nas fronteiras de províncias ao norte, ou como vassalos diretos do xogum. Eram chamados de hatamoto e eram aproximadamente 5 mil. Os dáimios foram colocados em um controle firme pelo xogunato. Suas famílias tinham que residir em Edo, e os próprios dáimios tinham que morar em Edo por um ano, e, no próximo, em seu han (domínio). Esse sistema era chamado de sankin kotai.
A população foi dividida em quatro classes: os samurais no topo (mais ou menos 5% da população), os aldeões ou fazendeiros (mais de 80% da população) no segundo nível. Abaixo dos aldeões estavam os artesãos, e abaixo desses, no quarto nível, os mercadores. Somente os aldeões viviam em áreas rurais. Samurais, artesãos e mercadores viviam em cidades que eram construídas em volta dos castelos do daimio, cada um tendo uma parte específica da cidade para residir. Embora esta fosse a divisão social determinada, na prática a situação social era um tanto diferente. Os mercadores normalmente eram a classe mais rica e às vezes os samurais incorriam em dívidas para se manter no topo e competindo com os mercadores.
Porém, existiam os que estavam acima do sistema de classes, os kuge, descendentes da corte imperial em Kyoto. Embora eles houvessem reconquistado seu status social e respeito após a pobreza que havia se instalado depois de anos de guerras, sua influência política era praticamente zero.
Abaixo da classe mercante havia os chamados de eta e hinin, esses eram os que tinham profissões que quebravam tabus budistas. Eta eram açougueiros, curtidores, e agentes funerários. Os hinin serviam como os guardas da cidade, limpadores de rua e carrascos. Outro grupo eram os artistas e prostitutas. A palavra eta literalmente traduzida significa “sujeira” e hinin “não-humanos”, um reflexo da atitude tomada por outras classes que consideravam os eta e os hinin como não humanos. Algumas vezes vilarejos de eta não eram nem impressos em mapas oficiais.
O indivíduo não tinha direitos legais no Japão do governo Tokugawa. A família era a menor entidade legal, e a manutenção do status da família e de seus privilégios era de grande importância em todos os níveis da sociedade.

## Aspectos econômicos

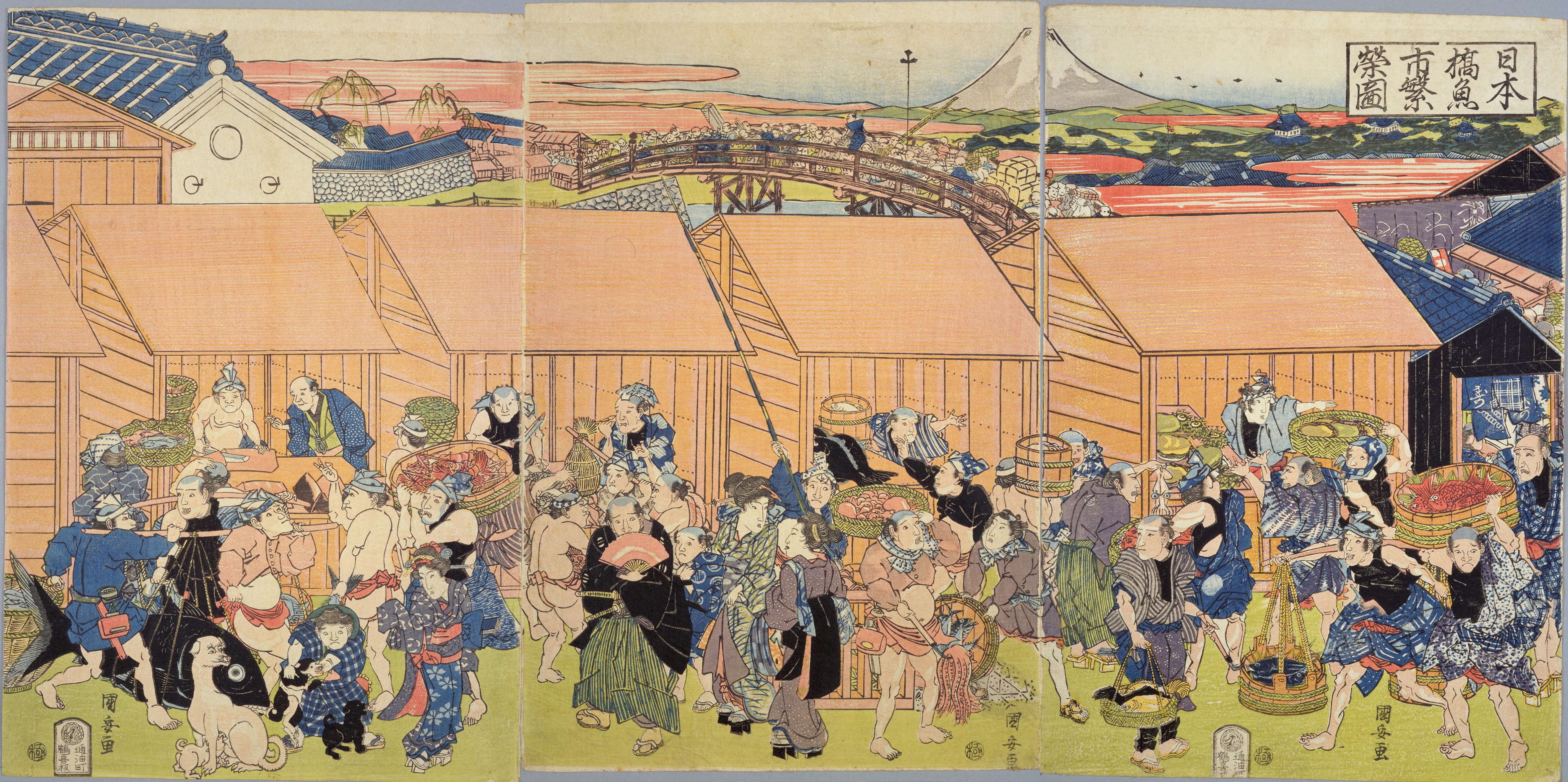
Nihonbashi, prosperidade do mercado de peixes (período Edo) por Utagawa Kuniyasu

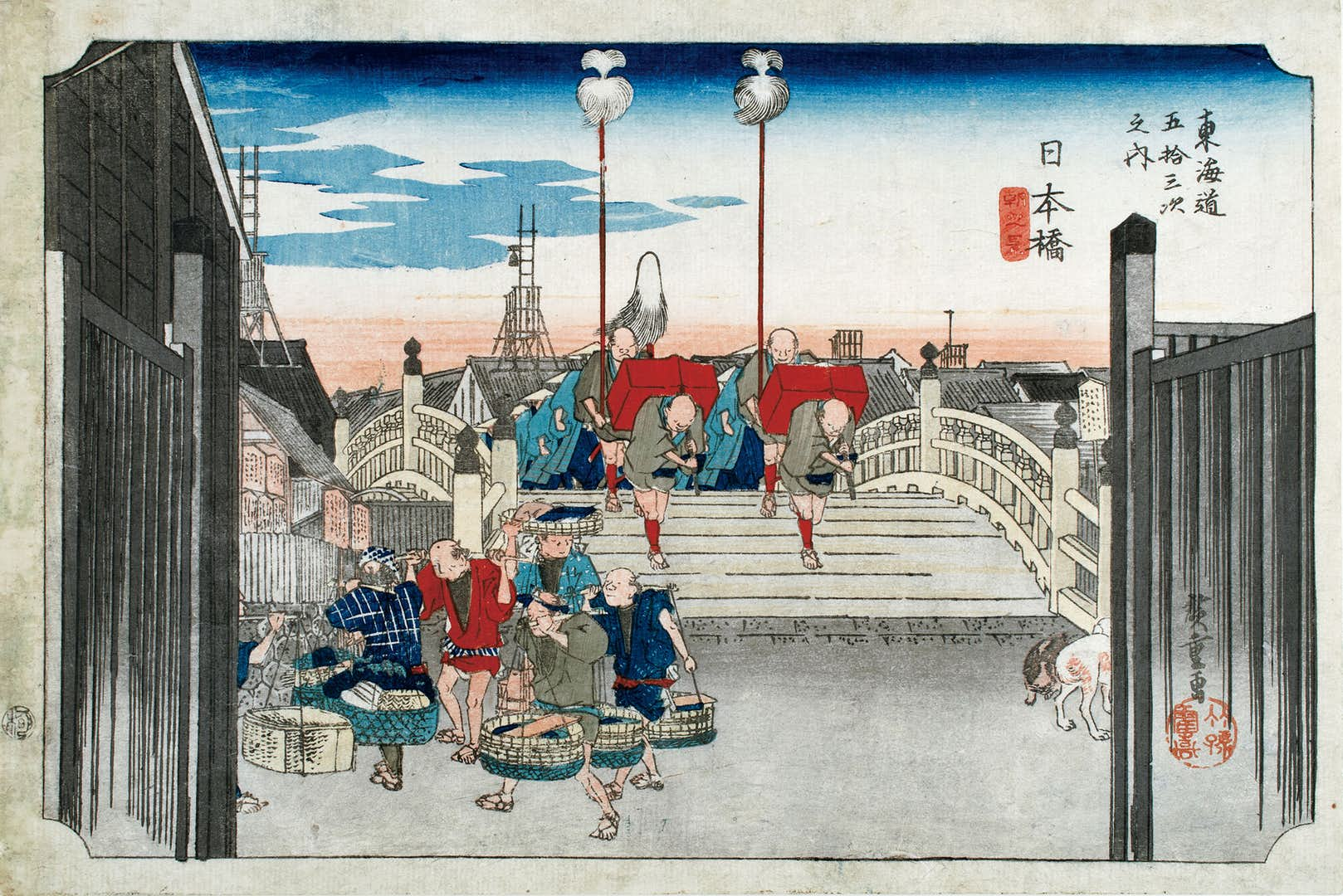
Gravura de Utagawa Hiroshige, pertencente à série de Ukiyo-e As Cinquenta e Três Estações da Tōkaidō, onde é representado o distrito Nihonbashi no período Edo.

A grande transformação econômica que marcou o período foi o florescimento de uma categoria que até então estava relegada ao ostracismo: a classe dos comerciantes. O Japão até então fora um país marcadamente agrário.
O desenvolvimento econômico durante o período Edo incluiu um alto nível de urbanização, o aumento na remessa de mercadorias, uma expansão significativa do comércio doméstico, e inicialmente, estrangeiro, e uma difusão do comércio  e da indústria de artesanatos. O comércio de construção floresceu, ao lado do negócio bancário e das associações mercantes. De modo crescente, autoridades dos hans administravam a ascensão da produção agrícola e a expansão do artesanato rural.
Já pelo século XVIII, Edo tinha uma população de mais de um milhão de habitantes e Osaka e Kyoto tinham mais de 400 mil habitantes cada uma. Muitas outras cidades-castelos cresceram também. Osaka e Kyoto tornaram-se grandes centros de produção de artesanato e de comércio, enquanto Edo era o centro do suprimento de comida e um essencial consumidor de mercadorias urbanas.
O arroz era a base da economia, já que os dáimios coletavam os impostos dos aldeões na forma de arroz. Os impostos eram altos, aproximadamente 40% da colheita. O arroz era vendido no mercado fudasashi em Edo. Para levantar dinheiro, os daimios usavam “contratos adiantados” para vender o arroz que ainda não tinha sido coletado. Esses contratos eram similares ao moderno contrato futuro.

## Aspectos culturais

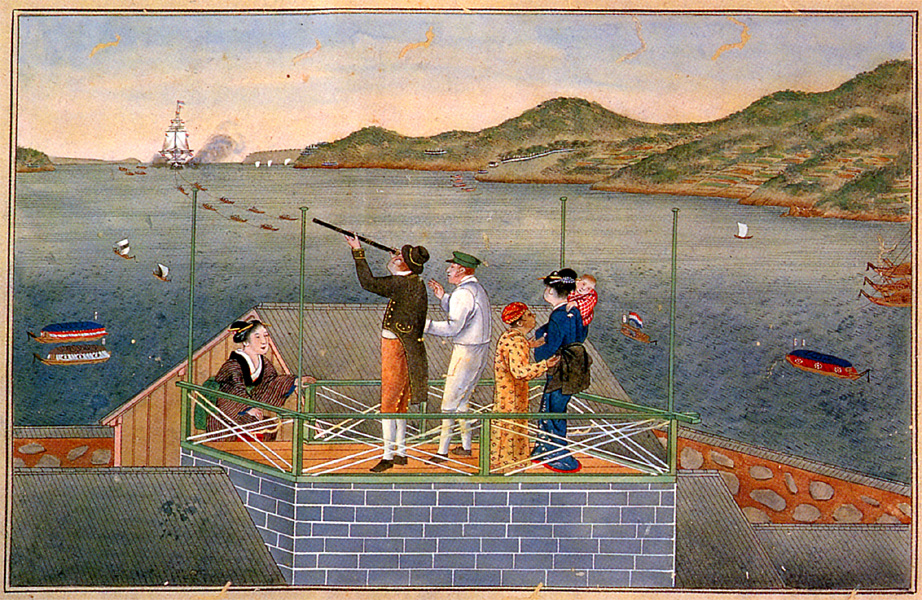
Entrada de um navio holandês Xilogravura a cores por Kawahara Keiga: Philipp Franz von Siebold na baía de Nagasaki em Dejima com telescópio,a sua parceira Sonogi O-Taki com a filha Kusumoto Ine nas costas.

Durante o período, o Japão estudou progressivamente as ciências e técnicas ocidentais (ato chamado de rangaku, literalmente “estudos holandeses”) através das informações e livros trazidos pelos comerciantes holandeses para Dejima. As áreas principais de estudo incluíam geografia, medicina, ciências naturais, astronomia, arte, línguas, ciências físicas, como o estudo do fenômeno elétrico, e ciências mecânicas, como exemplificado pelo desenvolvimento de relógios mecânicos ou wadokei, inspirados por técnicas ocidentais.
O florescimento do neo-confucionismo foi o principal desenvolvimento intelectual do período Tokugawa. Estudos confucionistas viam sendo mantidos ativos por clérigos budistas, mas durante o período Tokugawa o confucionismo emergiu do controle religioso budista. Esse sistema de pensamento aumentou a atenção para uma visão secular do homem e da sociedade. O humanismo ético, racionalismo, e a perspectiva histórica da doutrina neoconfucionista se tornavam atraentes para as classes de oficiais do governo. Lá pelo meio do século XVII, o neoconfucionismo foi a filosofia legal dominante no Japão e contribuiu diretamente para o desenvolvimento da escola de pensamento (aprendizagem nacional) do kokugaku.
Estudos avançados e aplicações crescentes do neoconfucionismo contribuíram para a transição de uma ordem política e social com normas feudais para uma ordem de praticas orientadas para classes e grandes grupos. O governo das pessoas ou do homem confuciano foi gradualmente substituído pelo governo da lei. Novas leis foram desenvolvidas, e novos esquemas administrativos foram instituídos. Uma nova teoria de governo e uma nova visão da sociedade emergiam como um meio de justificar de maneira mais abrangente o domínio do bakufu. Cada pessoa tinha um lugar distinto na sociedade e era esperado que se trabalhasse para cumprir sua missão em vida. As pessoas deveriam ser governadas com benevolência por aqueles que eram designados para governar. O governo era todo poderoso, mas também responsável e humanitário. Embora o sistema de classes tenha sido influenciado pelo neoconfucionismo, não era idêntico ao que ele propunha. Enquanto os soldados e clérigos estavam no topo de hierarquia no modelo chinês, no Japão alguns membros dessas classes constituíam a elite que governava.

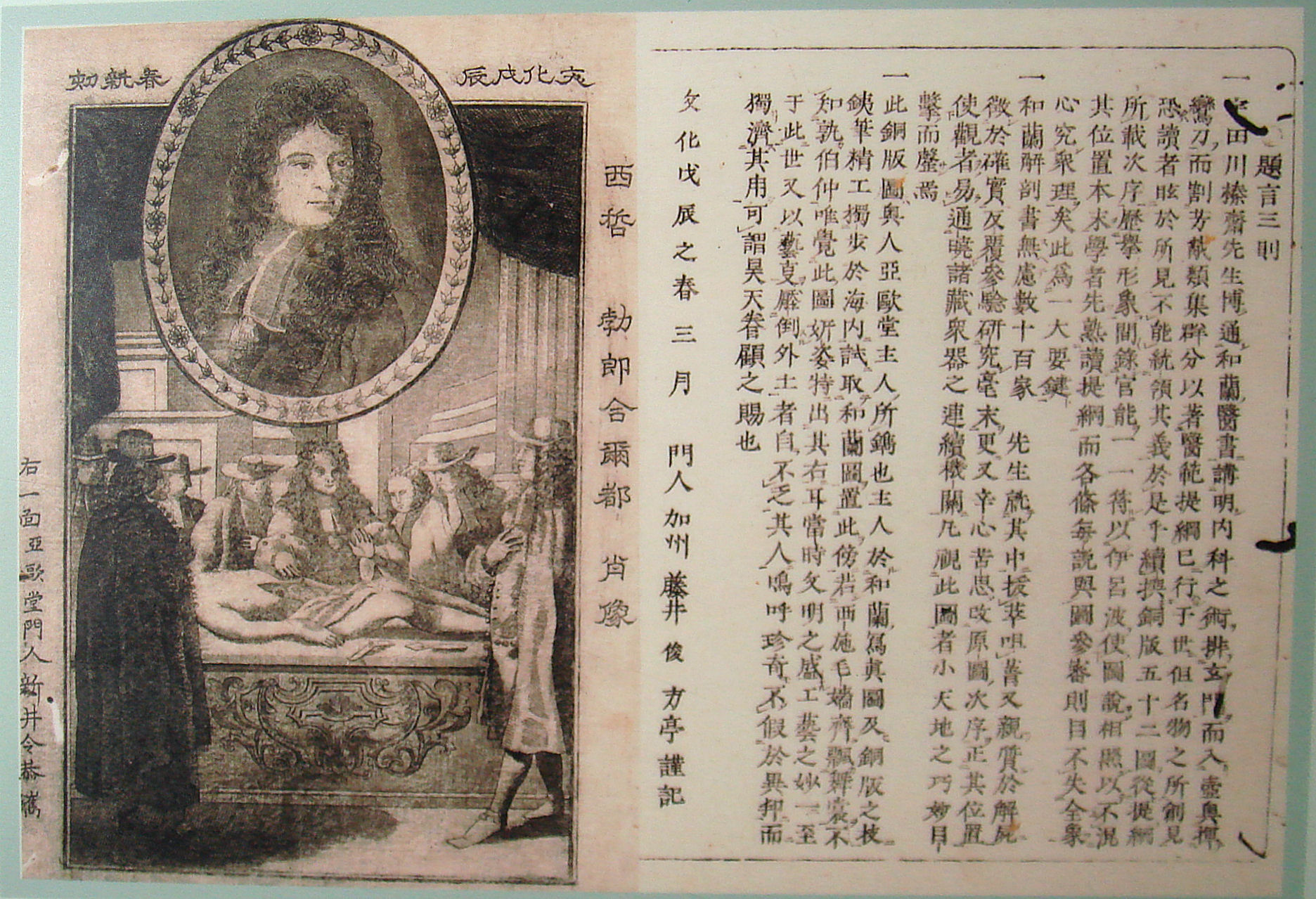
Um livro ocidental traduzido em japonês durante o período Rangaku, março de 1808.

Membros da classe samurai aderiram às tradições bushi com um interesse renovado na história japonesa e na cultivação dos costumes dos administradores-acadêmicos confucionistas, resultando no desenvolvimento do conceito do bushido ("o caminho do guerreiro"). Outro tipo de filosofia de vida — chonindo — também surgiu. O chonindo ("o caminho do cidadão comum") foi uma cultura distinta que havia surgido em cidades como Osaka, Kyoto, e Edo. Ela encorajava aspirações às qualidades do bushido – diligência, honestidade, honra, lealdade, e sobriedade – enquanto mesclavam crenças xintoístas, neoconfucionistas e budistas. Estudos de matemática, astronomia, cartografia, engenharia, e medicina também eram encorajados. Uma ênfase foi colocada sobre a qualidade de trabalhos manuais, especialmente na arte. Pela primeira vez, as populações urbanas tinham meios e o tempo livre para apoiar uma nova cultura de massas. A busca por divertimento tornou-se conhecida como ukiyo-e ("o mundo flutuante"), um mundo ideal da moda e do entretenimento popular. Artistas profissionais mulheres (gueixas), música, histórias populares, Kabuki e bunraku ("teatro de marionetes"), poesia, e uma rica literatura, e arte, exemplificados pelo trabalho em impressão de blocos de madeira (conhecidos como ukiyo-e), eram todos parte dessa cultura que florescia. A literatura também floresceu com os exemplos notáveis do dramaturgo Chikamatsu Monzaemon (1653-1724) e do poeta, ensaísta, e escritor viajante Matsuo Basho (1644-1694).

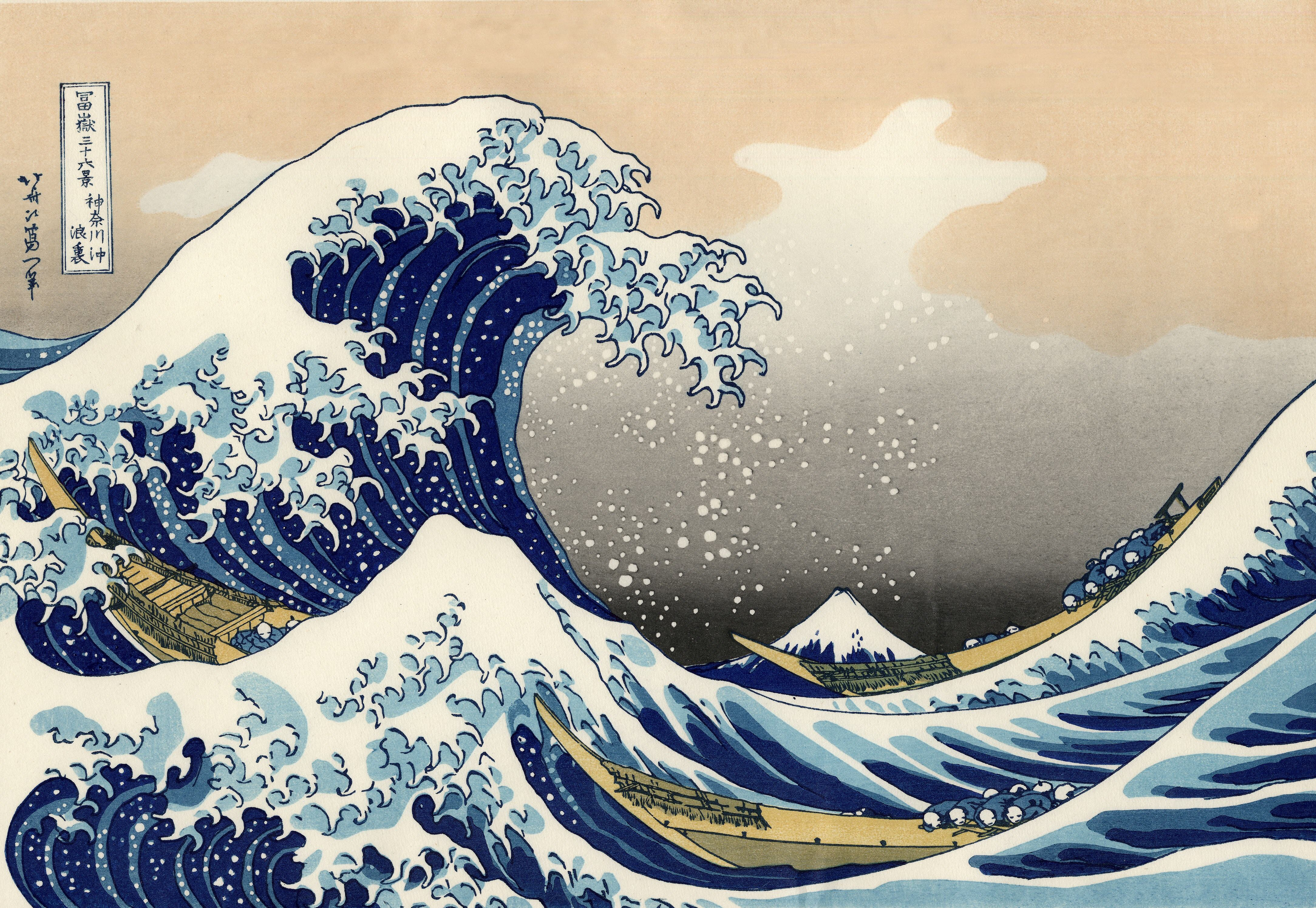
A Grande Onda de Kanagawa por Katsushika Hokusai (1760–1849).

Impressões ukiyo-e começaram a ser produzidas no final do século XVII, mas em 1764 Harunobu produziu a primeira impressão policrômica. Designers de impressão da próxima geração, incluindo Torii Kiyonaga e Utamaro, criaram representações elegantes e algumas vezes criteriosas de cortesãs. No século XIX, a figura dominante foi Hiroshige, um criador de impressões de paisagens românticas e de alguma forma sentimentais. Os ângulos estranhos e formas pelas quais Hiroshige frequentemente representava as paisagens, e os trabalhos de Kiyonaga e Utamaro, com sua ênfase em superfícies planas e fortes, contornos lineares, tiveram posteriormente um profundo impacto em artistas ocidentais como Edgar Degas e Vincent van Gogh.
O budismo e o xintoísmo eram muito importantes no Japão de Tokugawa. O budismo, combinado com neoconfucionismo, forneceu os padrões para o comportamento social. Embora não tão politicamente poderoso quanto fora no passado, o budismo foi apoiado pelas classes superiores. Proibições contra o cristianismo beneficiaram o budismo em 1640 quando o bakufu ordenou que todos se registrassem em um templo. A rígida separação da sociedade no governo Tokugawa em hans, vilarejos, guarnições, e casa da família ajudou a reafirmar ligações xintoístas locais. O xintoísmo forneceu o apoio espiritual para a ordem política e foi um vínculo importante entre os indivíduos e a comunidade. O xintoísmo também ajudou a preservar um senso de identidade nacional.
O xintoísmo posteriormente assumiu uma forma intelectual forjada pelo racionalismo e materialismo neoconfucionista. O movimento kokugaku surgiu como uma forma de interação entre os dois sistemas de crença. O kokugaku contribuiu para o ideal de nacionalismo centrado no imperador do Japão moderno e o ressurgimento do xintoísmo como um credo nacional nos séculos XVIII e XIX. O kojiki, Nihonhi, e o Man’yoshu eram uma nova forma de estudo na busca do espírito japonês. Alguns puristas do movimento kokugaku, como Motoori Norinaga, até criticaram as influências budistas e confucionistas – e consequentemente, as influências estrangeiras – por contaminar os costumes antigos do Japão. O Japão era a terra dos kami e, como tal, tinha um destino especial.

## O fim do xogunato

### Declínio Tokugawa

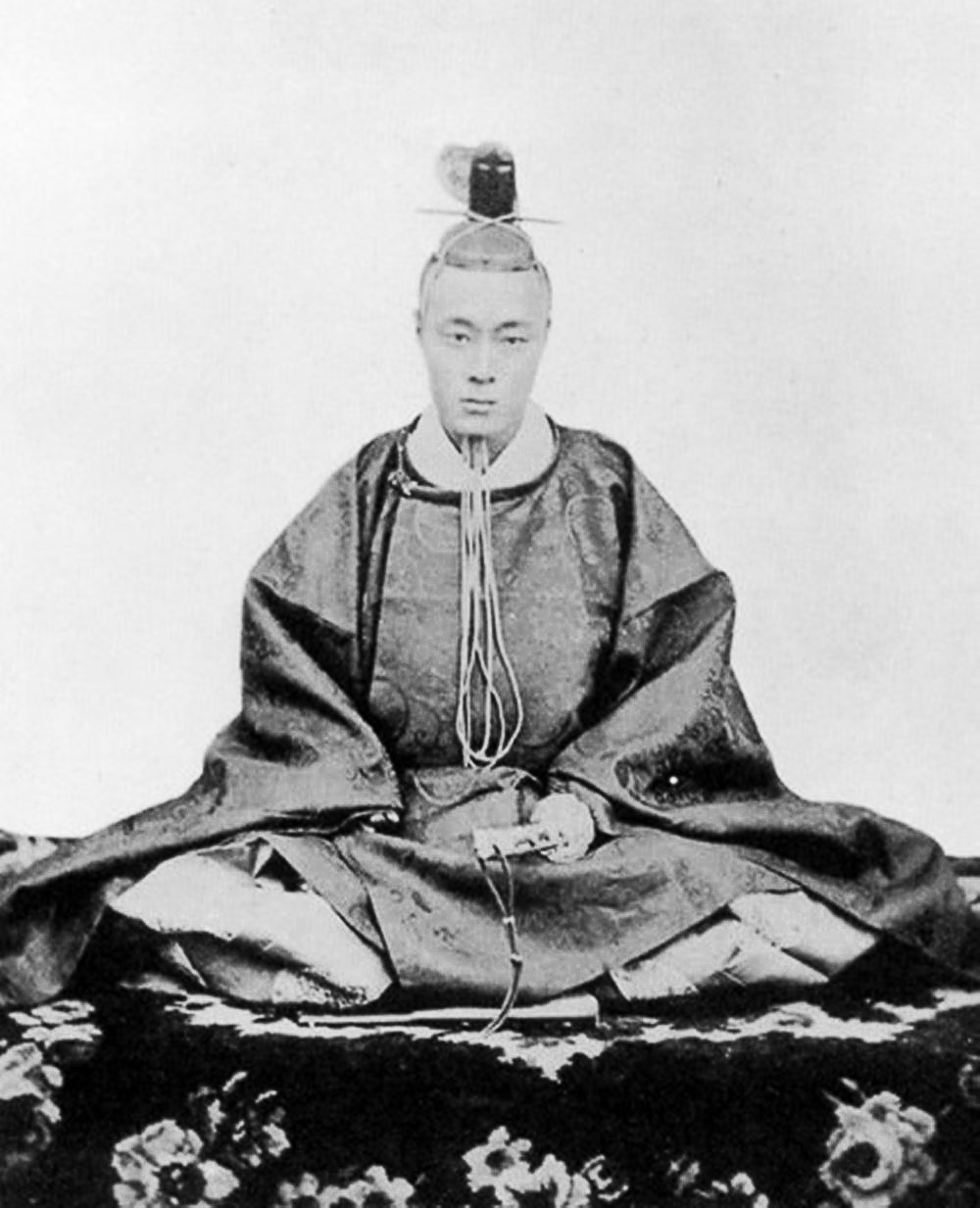
Tokugawa Yoshinobu, o último xogum.

O fim desse período é particularmente chamado de Xogunato Tokugawa tardio. A causa que deu fim ao período é controversa, mas considera-se que foi a abertura forçada do Japão ao mundo pelo Comodoro da marinha americana Matthew Calbraith Perry como o início do fim. Sua armada (conhecida pelos japoneses como “os navios negros”) realizou vários tiros com suas armas na Baía de Tóquio. Posteriormente, várias ilhas artificiais foram criadas para bloquear o alcance de armas e essas ilhas permanecem no que hoje é chamado de distrito de Odaiba.
Os Tokugawa colapsaram simplesmente devido a falhas intrínsecas de sua administração. A intrusão estrangeira ajudou a precipitar uma luta política complexa entre o bakufu e a coalizão de seus críticos. A continuidade do movimento antibakufu na metade do século XIX iria finalmente trazer o fim dos Tokugawa. Desde o início, os Tokugawa tentaram restringir a acumulação de riquezas das famílias do Japão e endossavam uma política “de volta à terra”, na qual o fazendeiro, o produtor ideal, era a “cidadão ideal” a ser atingido na sociedade.
Apesar dos esforços de restringir a riqueza, e parcialmente devido ao extraordinário período de paz, o padrão de vida tanto dos habitantes urbanos quanto rurais cresceu significativamente durante o período Tokugawa. Melhorias nos meios da produção de colheita, transporte, moradia, alimentação, e entretenimento estavam a disposição, assim como um maior tempo para o lazer, pelo menos para a população urbana. A taxa de alfabetização era alta para uma sociedade pré-industrial, e os valores culturais foram redefinidos e largamente divulgados através das classes dos samurais e chonin. Apesar do reaparecimento das guildas, atividades econômicas iam bem além da natureza restritiva das guildas, e o comércio espalhou-se e a economia do dinheiro desenvolveu-se. Embora o governo restringisse fortemente os mercadores e os visse como membros improdutivos e usurários da sociedade, os samurais, que gradualmente se separaram dos seus laços rurais, dependiam cada vez mais dos mercadores e artesãos para obterem bens comuns, produtos artísticos, e empréstimos. Dessa maneira, surgiu uma subversão súbita da classe guerreira pela chonin.
Uma disputa brotou na face das limitações políticas que o xógum impusera nas classes empreendedoras. O ideal governamental de uma sociedade agrária falhou em se encaixar com a realidade da distribuição comercial. A grande burocracia governamental havia evoluído, e havia se estagnado devido a suas discrepâncias com uma nova ordem social que constantemente se transformava. Combinado à situação, a população aumentara significativamente durante a primeira metade do período Tokugawa. Embora a taxa e magnitude do crescimento sejam incertas, havia pelo menos 26 milhões de cidadãos e aproximadamente 4 milhões de membros de famílias samurais e seus servos quando o primeiro censo foi feito em 1721. Secas, seguidas por diminuição da safra e fome, resultaram em 20 grandes períodos de fome entre 1675 e 1837. A insatisfação do povo cresceu, e no fim do século XVIII, protestos sobre os impostos e falta de comida haviam se tornado frequentes. As famílias que perderam suas terras tornaram-se famílias fazendeiras inquilinas (trabalhavam em terras possuídas por outras pessoas), enquanto os habitantes rurais pobres que não tinham onde morar mudavam-se para as cidades. Enquanto a fortuna de famílias trabalhadoras declinava, outros agiam rapidamente acumulando terras, e uma nova e mais rica classe de fazendeiros surgia. Aqueles que se beneficiaram eram capazes de diversificar sua produção e contratar mão de obra para se sustentar, enquanto outros eram deixados no descontentamento. Muitos samurais passaram por grandes dificuldades e foram forçados a trabalhar para os mercadores ou produzir materiais artesanais para sobreviver.
Embora o Japão tenha conseguido adquirir e aperfeiçoar uma grande variedade de conhecimento cientifico, a rápida industrialização do Ocidente durante o século XVIII criou pela primeira vez uma lacuna material em termos de tecnologia e armamento entre o Japão e o Ocidente (que realmente não existia no início do período Edo), forçando o governo a abandonar sua política de reclusão o que contribuiu para o fim do regime Tokugawa.
Intrusões ocidentais estavam aumentando no início do século XIX. Navios de guerra e de comércio russos invadiram Karafuto (chamada de Sacalina sob o controle russo e soviético) e nas Ilhas Curilas, a parte mais ao sul do que é considerado pelos japoneses como as ilhas do norte de Hokkaido. Um navio de guerra britânico entrou no porto de Nagasaki procurando por barcos holandeses inimigos em 1808, e outros navios de guerra e barcos de pesca de baleia eram vistos no litoral do Japão com uma maior frequência nas décadas de 1810 e 1820. Navios de pesca de baleia e de comércio dos Estados Unidos também chegavam ao litoral japonês. Apesar dos japoneses terem realizado pequenas concessões e permitido alguns desembarques, eles ainda veementemente tentavam manter os estrangeiros fora, algumas vezes usando a força. O Rangaku tornou-se crucial não só para entender os estrangeiros "bárbaros", mas também para usar o conhecimento adquirido do ocidente para expulsá-los.
Na década de 1830, ocorreu um senso geral de crise. A fome generalizada e vários desastres naturais atacaram profundamente a população, que, acumulando insatisfação, rebelou-se contra os oficiais do governo e os mercadores em Osaka no ano de 1837. Embora só tenha durado um dia, a revolta ocasionou uma impressão dramática no Japão. Maneiras de consertar a situação vieram na forma de soluções tradicionais que buscavam reformar a decadência moral ao invés de focar-se nos problemas institucionais. Os conselheiros do xogum pediam um retorno à espiritualidade marcial, mais restrições ao comércio e contato com estrangeiros, a supressão do rangaku, censura na literatura, e a eliminação do “luxo” na classe governamental e dos samurais. Outros buscavam depor os Tokugawa e apoiar a doutrina política chamada de sonno joi (honrar o imperador, expulsar os bárbaros), o que exigia a unidade sobre comando imperial e a oposição às intrusões estrangeiras. Apesar de tudo, o bakufu conseguiu perseverar mesmo no meio da preocupação crescente do sucesso dos ocidentais em estabelecer enclaves comerciais na China logo depois da Primeira Guerra do Ópio de 1839-1842. Mais reformas foram realizadas, especialmente no setor econômico, para fortalecer o Japão contra a ameaça crescente do Ocidente.
O Japão recusou uma exigência dos Estados Unidos, que havia expandido sua presença na região Pacífico-Ásia, para estabelecer relações diplomáticas quando o Comodoro James Biddle apareceu na baía de Edo com dois navios de guerra em julho de 1846.

### Fim da reclusão

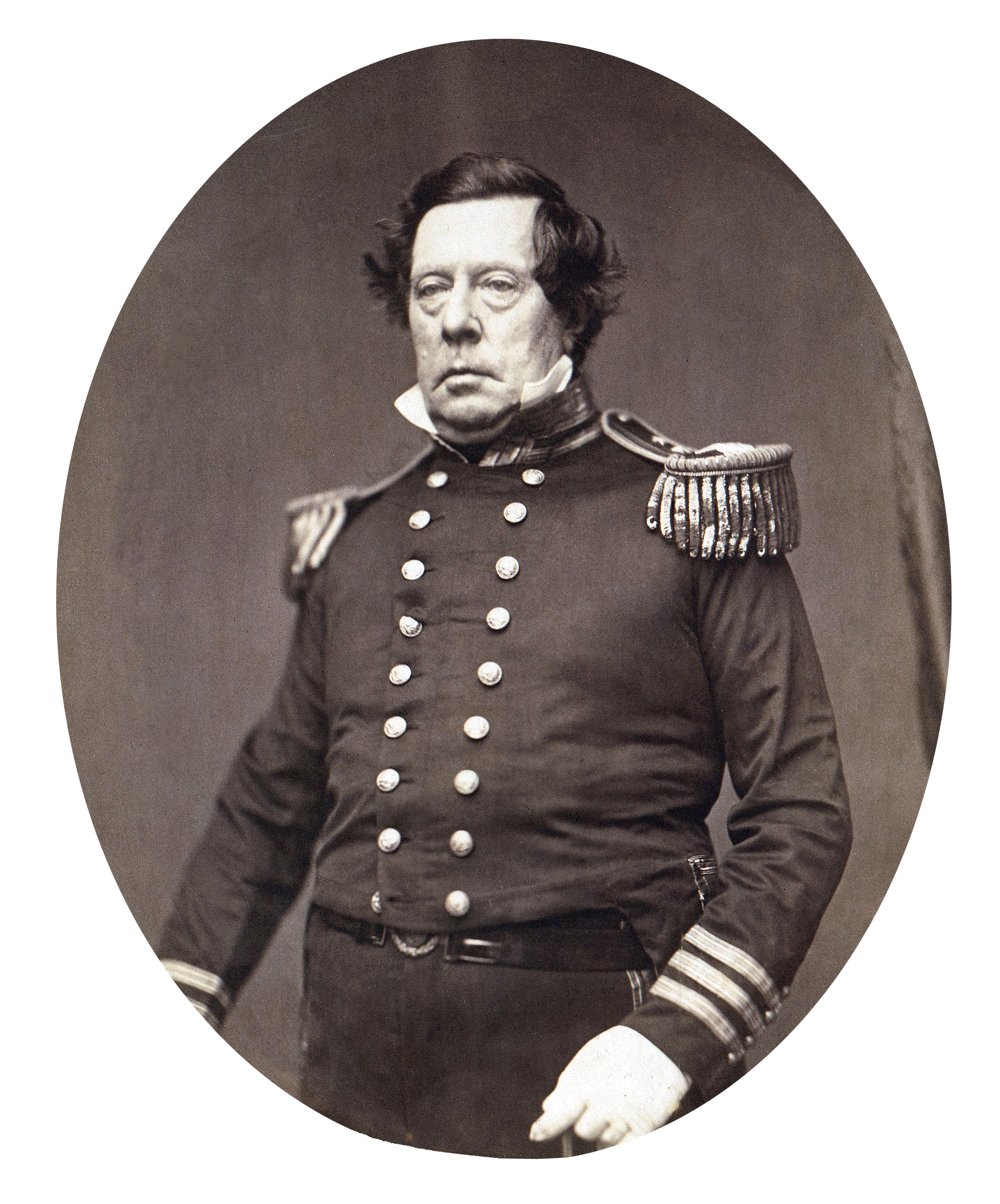
Comodoro Matthew Calbraith Perry.

Em julho de 1853 uma esquadra dos Estados Unidos de quatro navios, comandada pelo comodoro Matthew Calbraith Perry, chegou à baía de Edo exigindo a abertura dos portos japoneses, iniciando assim uma cadeia de eventos que levariam ao fim do bakufu (xogunato) no Japão. O responsável em realizar as negociações com os EUA foi o presidente do conselho dos veteranos Abe Masahiro (1819-1857). Sem nenhum precedente para as negociações, Abe tentou conciliar as vontades divergentes do conselhos dos veteranos, que queriam abrir negociações, do Imperador, que queria manter os estrangeiros fora, e dos daimios, que queriam ir à guerra. Sem um consenso sobre a situação, Abe decidiu favorecer os acordos americanos, permitindo assim abrir o Japão ao comércio estrangeiro, contanto que ao mesmo tempo fosse feita uma preparação militar. Em março de 1854, foi assinado o Tratado da Paz e Amizade (ou Tratado de Kanagawa), que concedia a abertura de dois portos a navios estadunidenses em busca de suprimentos, a ajuda a náufragos e a permissão a um cônsul dos Estados Unidos de estabelecer uma morada em Shimoda, um porto marítimo na península de Izu, a sudoeste de Edo. Cinco anos mais tarde, a abertura de mais portos para navios dos EUA foi forçada ao Bakufu através de tratados, mostrando o início do declínio de poder do xogunato.
Esse processo ocasionou danos desastrosos para o bakufu. Debates políticos sobre o xogunato, o que era algo incomum, afloraram pela população, ocasionando severas críticas ao governo. Para conter a instabilidade política, Abe tentou ganhar novos aliados à sua causa consultando os clãs shinpan e tozama, para a surpresa dos fudai (clãs mais próximo dos Tokugawa), situação que desestabilizou ainda mais o já debilitado Bakufu. Seguindo o plano de fortalecer o governo, na Reforma Ansei (1854-1856), Abe conseguiu navios de guerra e armamentos dos Países Baixos e construiu novas defesas para os portos. Em 1855 uma escola naval com instrutores neerlandeses foi montada em Nagasaki, e uma escola militar ocidental foi estabelecida em Edo; no ano seguinte, o governo estava traduzindo livros ocidentais. A abertura do Japão ao ocidente não foi aceita por várias facções aliadas aos Tokugawa, principalmente os fudai, onde uma oposição a Abe crescia, impedindo a entrada dos clãs tozama no conselho de veteranos. Consequentemente, Abe foi substituído da presidência do conselho em 1855 por Hotta Masayoshi (1810-1864), diminuindo assim a rivalidades entre os clãs.
Os ideais pro-imperialistas cresciam principalmente pela propagação de escolas de ensino, como a Escola Mito — baseada em ensinamentos neo-confucionistas e xintoístas— que tinha como objetivo a restauração da instituição imperial, a retirada dos ocidentais do Japão e a criação de um Império mundial sobre a divina dinastia Yamato. Em meio a esses conflitos políticos e ideológicos, Tokugawa Nariaki ficou encarregado da defesa nacional em 1854. Nariaki já havia há muito tempo abraçado ideais antiestrangeiros e uma lealdade militar ao Imperador, tornando-se assim um dos principais líderes da facção contrária ao xogunato e futuramente tendo um papel importante na Restauração Meiji.
Nos anos finais do xogunato, as relações estrangeiras aumentaram e mais concessões foram feitas. Um novo tratado com os Estados Unidos em 1859 permitiu que mais portos fossem abertos para representantes diplomáticos. No mesmo ano, comércio sem supervisão foi permitido em mais 4 portos e a construção de residências estrangeiras em Osaka e Edo. Pelo mesmo tratado, foi incorporado o conceito de extraterritorialidade (estrangeiros estavam submetidos às leis de seus respectivos países, e não à lei japonesa). Devido a isso, Hotta perdeu apoio de importantes dáimios, e quando Tokugawa Nariaki se opôs ao novo tratado, Hotta buscou aprovação Imperial. Os oficiais da corte, percebendo a fraqueza do bakufu, rejeitaram o pedido de Hotta e, pela primeira vez em séculos, envolveram Kyoto e o Imperador na política interna do Japão. Quando o xogum Iesada morreu sem deixar herdeiros, Nariaki apelou para a corte pelo apoio de seu filho, Tokugawa Yoshinobu (ou Keiki), para xógum, que era favorecido pelos dáimios dos clãs shinpan e tozama. Entretanto, os fudai ganharam a luta pelo poder, instituindo Tokugawa Yoshintomi no cargo de xogum, prendendo Nariaki e Keiki e executando Yoshida Shoin (1830 - 1859, um importante intelectual sonnõ-jôi que tinha sido contra o tratado americano e tinha arquitetado uma revolução contra o bakufu), e assinaram tratados com os Estados Unidos e mais cinco outras nações, acabando assim com mais de 200 anos de reclusão.

### Modernização do Bakumatsu e conflitos

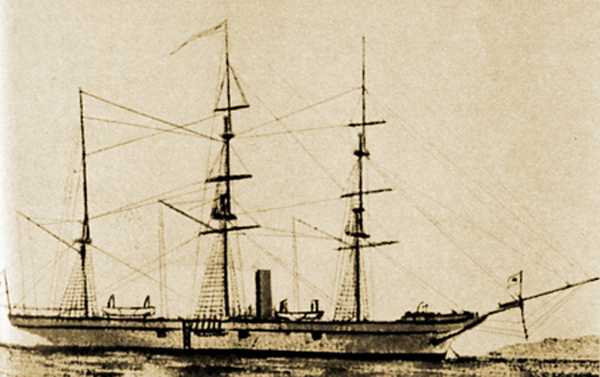
Kanrin Maru, navio de guerra a vapor, 1855.

Durante os últimos anos do bakufu ou bakumatsu, medidas extremas foram tomadas a fim de reaver seu domínio político, embora seu envolvimento com a modernização e poderes estrangeiros fizessem-no alvo de sentimentos antiocidentais por todo o país.
O exército e a marinha foram modernizados. Uma escola de treinamento naval foi construída em Nagasaki no ano de 1855. Estudantes navais foram enviados para estudar em escolas ocidentais, por vários anos, iniciando assim uma tradição de enviar futuros líderes para estudarem no ocidente, como, por exemplo, o almirante Enomoto. Engenheiros navais franceses foram contratados para construir um arsenal naval, como os arsenais de Yokosuka e de Nagasaki. Ao final do xogunato Tokugawa em 1867, a marinha japonesa do xógum já possuía oito navios de guerra a vapor no estilo ocidental em torno da Nau Almirante Kaiõ Maru, que foram usadas contra forças pro-imperialistas durante a Guerra Boshin, sob o comando do almirante Enomoto. Uma missão militar francesa foi estabelecida para ajudar na modernização do exército do bakufu.
Venerando o imperador como um símbolo de unidade, extremistas incitaram violência e morte contra as autoridades do bakufu, dos hans (feudos) e estrangeiros. Retaliação naval estrangeira na Guerra Anglo-Satsuma levou a outro tratado de comércio concessionário em 1865, mas Yoshitomi foi incapaz de cumpri-lo. Posteriormente, um exército do bakufu foi derrotado, em sua missão de esmagar grupos rebeldes nos hans de Satsuma e Choshu em 1866. Finalmente, em 1867, o imperador morreu e foi substituído pelo seu filho Mutsuhito.
Keiki (Tokugawa Yoshinobu) relutantemente tornou-se líder da casa dos Tokugawa e finalmente xogum. Ele tentou reorganizar o governo sob influência do Imperador enquanto preservava o poder político do xogum. Temendo o poder crescente dos clãs Satsuma e Choshu, outros daimios apoiaram a volta dos poderes políticos do xógum para o Imperador e para um conselho de daimios liderados por Tokugawa. Keiki aceitou o plano no final de 1867 e abdicou, anunciando uma “restauração Imperial”. Mas em 3 de janeiro de 1868, líderes dos hans Satsuma, Choshu, entre outros, tomaram o Palácio Imperial e anunciaram sua própria restauração.

### Guerra Boshin
A Guerra Boshin (戊辰戦争, Boshin Senso,, “Guerra do Ano do Dragão”) foi uma guerra civil no Japão, travada de 1868 a 1869 entre forças do governo do xogunato Tokugawa e aqueles que favoreciam a restauração do Imperador Meiji. A guerra encontra suas origens na declaração do imperador da abolição do xogunato de mais de 200 anos e a imposição do comando direto da corte imperial. Movimentos militares das forças imperiais e atos de violência partidários ao império em Edo, levou Tokugawa Yoshinobu, o xógum, a lançar uma campanha militar para controlar a corte imperial em Kyoto. A maré militar rapidamente mudou em favor da facção imperial, que era pequena mas relativamente modernizada, e após uma série de batalhas culminando na rendição de Edo, Yoshinobu pessoalmente rendeu-se. O remanescente do governo Tokugawa recuou para o norte de Honshu e posteriormente para Hokkaido, onde declarou uma nova república. Derrotados na Batalha de Hakodate destruiu o último resquício do xogunato dando controle supremo ao império em todo o Japão, completando a fase militar da Restauração Meiji.
Seguindo a Guerra Boshin o bakufu foi abolido, e Keiki foi reduzido ao nível de um daimio. Movimentos de resistência do xogunato continuaram no norte seguindo o ano de 1868, e as forças navais do bakufu, sob o comando do almirante Enomoto, resistiram por mais de 6 meses em Hokkaido, onde eles fundaram a República de Ezo, que teve um curto período de existência.
Os poderes políticos e militares foram restituídos ao imperador, terminando assim com mais de 200 anos de domínio dos Tokugawa sobre o Japão.

## Eventos
- 1600: a Batalha de Sekigahara.Tokugawa Ieyasu derrota a coalizão dos daimios inimigos e estabelecer hegemonia sobre quase todo o Japão
- 1603: o imperador aponta Tokugawa Ieyasu como o xógum, que muda o seu governo para Edo e cria a dinastia Tokugawa de xoguns.
- 1605: Tokugawa Ieyasu abdica do cargo de xógum, e é sucedido por seu filho Tokugawa Hidetada.
- 1607: a dinastia coreana Yi manda um embaixador ao xogunato Tokugawa.
- 1611: as ilhas Ryukyu tornam-se estado vassalo ao domínio Satsuma.
- 1614: Tokugawa Ieyasu bane o cristianismo do Japão.
- 1615: a Batalha de Osaka. Tokugawa Ieyasu sitia o castelo de Osaka, todas as forças opositoras leais a família Toyotomi. A autoridade dos Tokugawa tornou-se suprema através do Japão.
- 1616: Tokugawa Ieyasu morre.
- 1623: Tokugawa Iemitsu torna-se o terceiro xogum após a abdicação de Tokugawa Hidetada, seu pai.
- 1633: Tokugawa Iemitsu proíbe viagens ao exterior e a leitura de livros estrangeiros.
- 1635: Tokugawa Iemitsu formaliza o sistema obrigatório do sankin kotai em Edo.
- 1637: a Rebelião de Shimabara (1637-1638) formada por aldeões sobre taxados.
- 1638: Tokugawa Iemitsu proibi a construção de navios.
- 1639: editos estabelecendo reclusão nacional (Sakoku Rei) são completados. Todos os ocidentais com exceção dos holandeses são proibidos de entrar no Japão.
- 1641: Tokugawa Iemitsu bane todos os estrangeiros, com exceção dos chineses e holandeses do Japão.
- 1650: com o período de paz, surgiu um novo tipo de nobre, um guerreiro letrado de acordo com o bushido (“o caminho do guerreiro”) .
- 1700: Kabuki e ukiyo-e tornam-se populares.
- 1707: Monte Fuji entra em erupção.
- 1774: o texto anatômico Kaitai shinsho, o primeiro trabalho médico ocidental completamente traduzido é publicado por Sugita Gempaku e Maeno Ryotaku.
- 1787: Matsudaira Sadanobu torna-se conselheiro xogunal sênior e institui as Reformas Kansei.
- 1792: o enviado russo Adam Laxman chega a Nemuro na parte oriental de Ezo (hoje Hokkaido).
- 1804: o enviado russo Nikolai Rezanov chega a Nagasaki, e tenta sem sucesso estabelecer relações comerciais com o Japão.
- 1837: a Rebelião de Oshi Heihachiro.
- 1841: as Reformas Tempo.
- 1854: Os Estados Unidos forçam o Japão a assinar um acordo de comércio (Tratado de Kanagawa) no qual o Japão se abre para estrangeiros depois de mais de dois séculos de reclusão.
- 1855: a Rússia e o Japão estabelecem relações diplomáticas.
- 1864: navios de guerra britânicos, franceses, holandeses e americanos bombardeiam Shimonoseki e abrem mais portos japoneses para estrangeiros.
- 1868: Tokugawa Yoshinobu abdica, a dinastia Tokugawa termina, e o imperador (ou mikado) Meiji é restaurado, mas com capital em Edo e com atributos divinos.